# Vườn quốc gia Peneda-Gerês
Vườn quốc gia Peneda-Gerês (tiếng Bồ Đào Nha: Parque Nacional da Peneda-Gerês), cũng được gọi ngắn là Gerês, là vườn quốc gia duy nhất ở Bồ Đào Nha (dù có nhiều vườn tự nhiên và khu bảo tồn khắp cả nước). Nó tọa lạc tại vùng Norte ở tây bắc Bồ Đào Nha, chính xác hơn là ở các quận Viana do Castelo, Braga, và Vila Real.
Vườn được thành lập 8 tháng 5 năm 1971, có mục đích bảo vệ môi trường đất, nước, hệ động-thực vật, và khung cảnh, đồng thời giữ gìn tài nguyên.

## Lịch sử

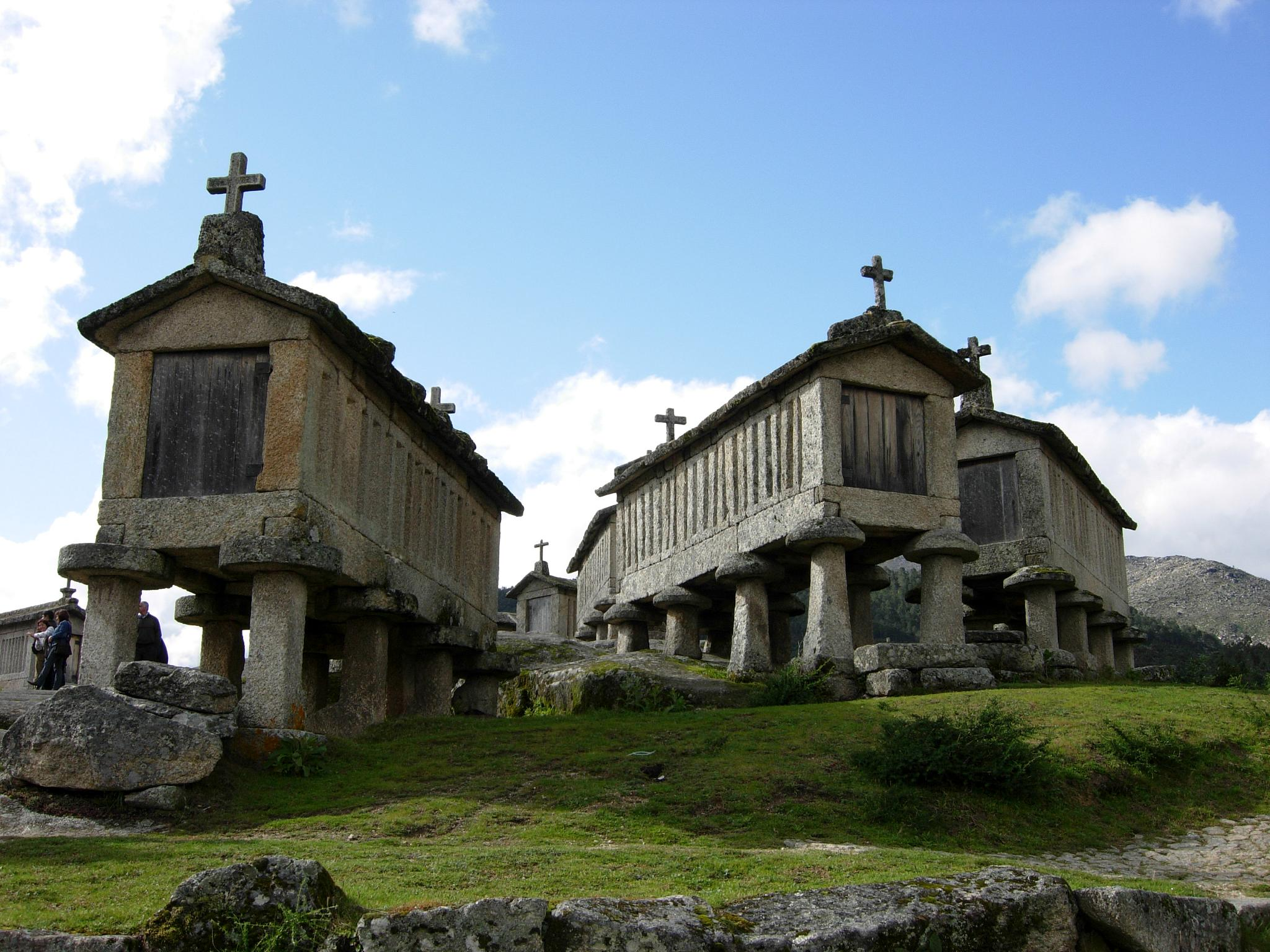
Espigueiros của Soajo, được sử dụng để bảo quan hàng hóa và thực phẩm bởi những người khai phá.

Có lẽ, vì dãy núi Gerês là một nơi khó cư ngụ, những dấu hiệu cổ nhất nhất của sự tồn tại của con người chỉ có niên đại khoảng từ 6000-3000 năm trước Công Nguyên; mộ đá và mộ cự thạch hiện diện rãi rác trong khu cực này, như ở gần Castro Laboreiro và Mourela. Hoạt động con người tại đây gồm chăn nuôi súc vật, nông nghiệp canh tác cũng chớm nở.

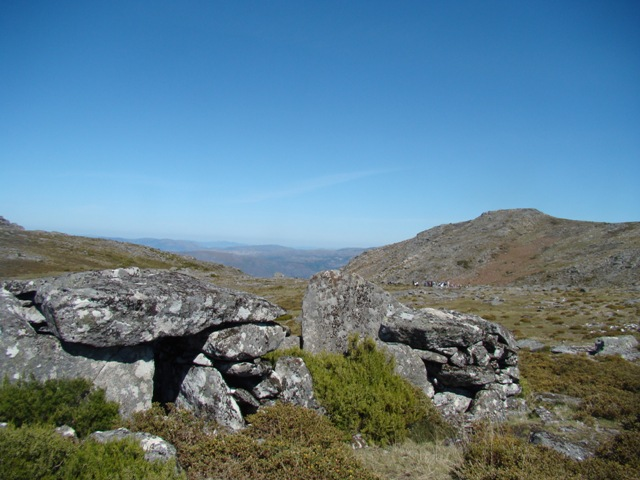
Mộ đá ở Serra Amarela, được xây dựng bởi những cư dân thời cổ

Sự tái định cự tại vùng núi này bắt đầu vào thế kỷ 12, tăng mạnh vào thế kỷ 16 với những cây trồng như ngô, đậu, và khoai tây từ châu Mỹ. Việc trồng rừng tại những vùng đất hoang được chính phủ ủng hộ từ năm 1935, đã làm giảm diện tích đồng cỏ, và góp phần vào một cuộc di dân tiếp diễn tới tận sau thập niên 1950.
Vườn quốc gia (hoàn thành dưới sắc lệnh 187/71, 8 tháng 5 năm 1971) được thành lập, với mục đích bảo vệ môi trường, nhưng đồng thời cũng cho phép các hoạt động của con người, gồm có giáo dục, du lịch và nghiên cứu khoa học. Trọng tâm là bảo vệ môi trường đất, nước, hệ động-thực vật, thêm vào đó là lưu giữ cảnh quan vùng núi tại tây bắc Bồ Đào Nha.

## Địa lý
Vườn quốc gia Peneda-Gerês nằm ở tây bắc Bồ Đồ Nha, trên địa phận các khu tự quản Melgaço, Arcos de Valdevez và Ponte da Barca (quận Viana do Castelo), Terras de Bouro (quận Braga), và Montalegre (quận Vila Real). Vườn có diện tích 702.90 km.

## Quần xã sinh vật

### Hệ thực vật

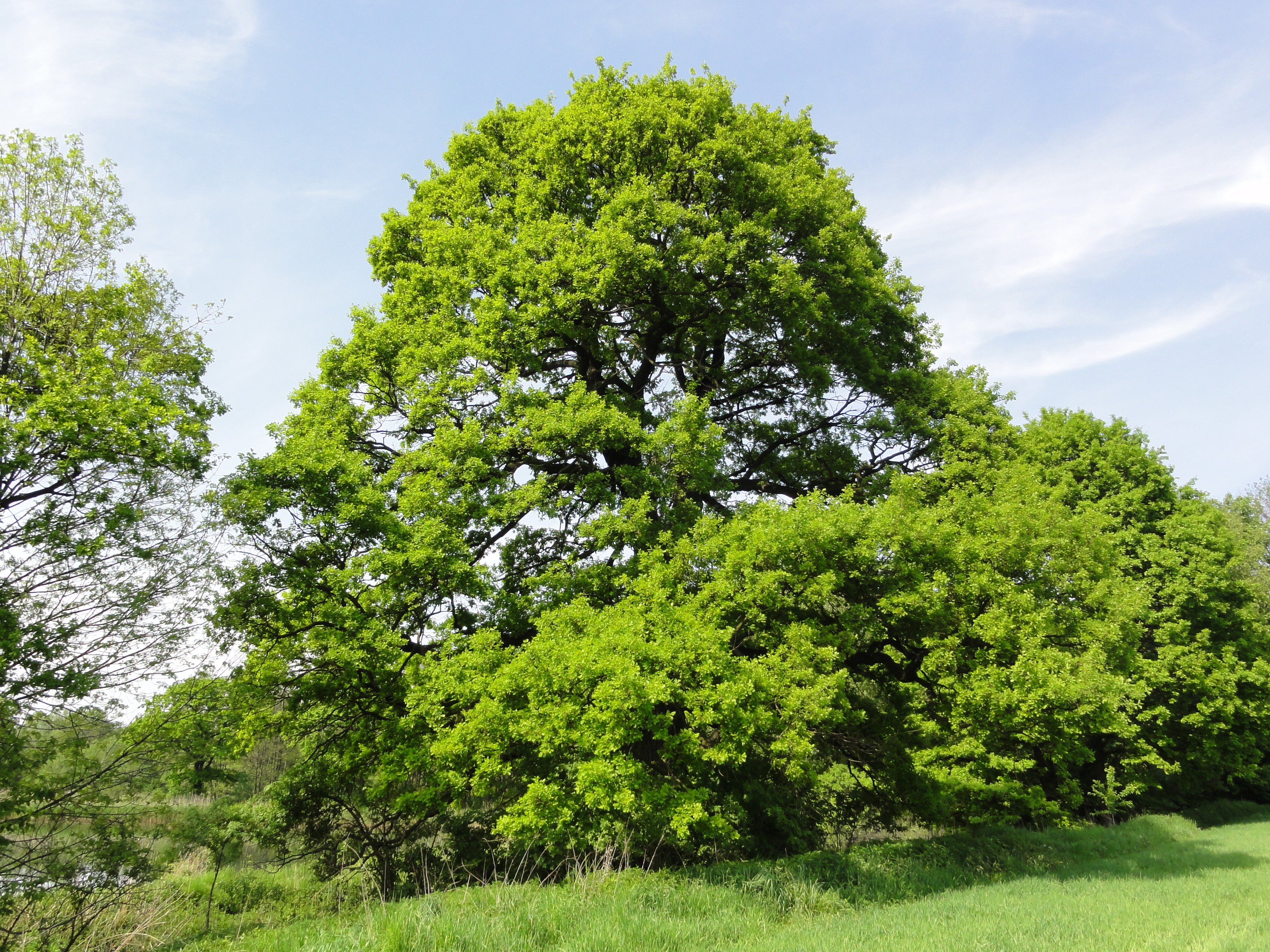
Cây sồi Anh (Quercus robur) phổ biến tại rừng của Peneda-Gerês

Hệ thực vật của Serra do Gerês, Serra Amarela, Serra do Peneda và Serra do Soajo, cũng như của những cao nguyên Mourela và Castro Laboreiro, được chiếm lĩnh bởi bốn nhóm quần xã: rừng sồi, đất cây bụi, đồng lầy và cây ven sông.
Sự đa dạng gồm 823 loài thực vật có mạch xuất hiện ở 128 kiểu phát triển tự nhiên. Những rừng sồi phổ biến khắp vườn, đặc biệt tập trung tại những thung lũng sông Ramiscal, Peneda, Gerês và Beredo. Những khu rừng này có Quercus pyrenaica và Quercus robur chiếm ưu thế. Cây bụi, hiện diện nhiều ở phần còn lại của vườn, với các loài cây thống thị là Ulex minor, Ulex europaeus, Erica umbellata và Calluna vulgaris, tại những nơi cao, còn có Juniperus communis và Erica australis trộn lẫn vào, trong những nơi thấp xuất hiện Erica tetralix, Erica ciliaris, Drosera rotundifolia, Pinguicula lusitanica, Viola palustris và Molinia caerulea.
Đồng lấy và đất ven sông là nơi sinh trưởng của Woodwardia radicans, Salix repens, Betula pubescens, Spiraea hypericifolia, Circaea lusitanica và Angelica laevis.
Có 627 loài thực vật có hoa được Serra và Carvalho (1989) xác định là đang bị đe dọa hoặc nguy cấp, trong đó có hai cây thuốc: Hypericum androsaemum và Drosera rotundifolia. Dựa trên danh sách các loài thực vật cần bảo vệ, và UICN: 18 bị đe dọa tuyệt chủng, 17 dễ thương tổn và 1 hiếm gặp. Họ cũng xác định hai loài đã tuyệt chủng trong phạm vi vườn: Geranium lanuginosum và Gymnadenia conopsea. Có ba loài đặc hữu.

### Hệ động vật

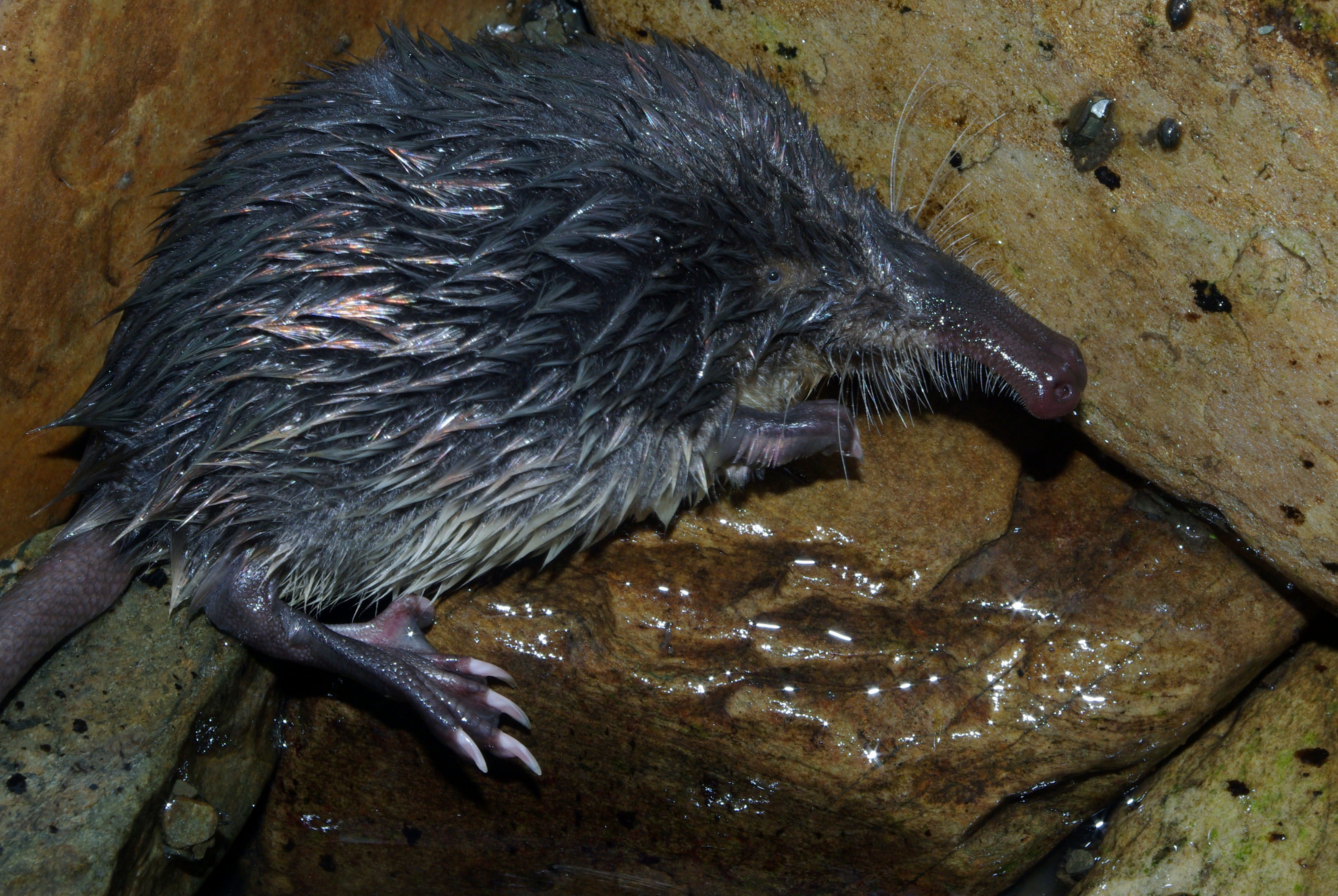
Galemys pyrenaicus phân bố tại miền bắc bán đảo Iberia.

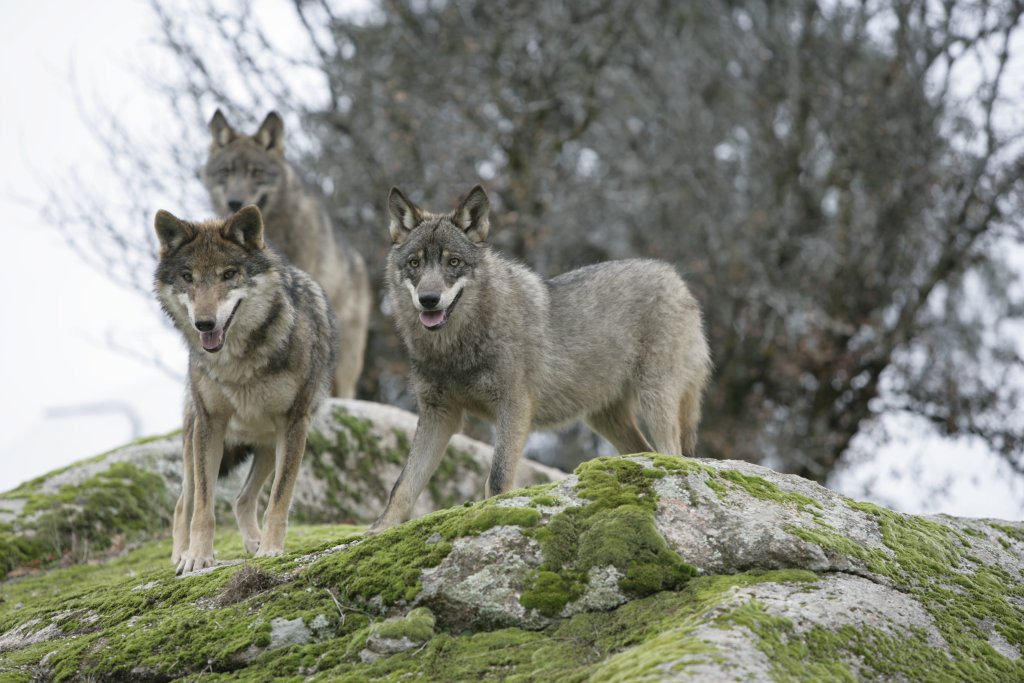
Sói xám (Canis lupus).

Nhiều nghiên cứu tại vườn đã cho thấy các khu vực Matas de Albergaria/Palheiros là nơi tập trung sự đa dạng loài cao nhất, và thường được xem là "trái tim" của vườn. Nghiên cứu của Khoa Khoa học tại Đại học Porto và Đại học Minho tập trung vào một vài loài động vật có vú (Galemys pyrenaicus, Lutra lutra, Capreolus capreolus, và Sus scrofa), bò sát và cá. Họ tìm cách xác định số lượng loài và các nhân bố ảnh hưởng đến môi trường sống của chúng.
Chừng 235 loài động vật có xương sống đã được nhận dạng trong vườn, 200 trong đó đang chịu đe dọa hoặc cần bảo vệ. Có ba loài dơi bị đe dọa (trong tổng số 8 loài): Rhinolophus ferrumequinum, Rhinolophus hipposideros, Rhinoloplus euryale. Những loài khác đáng chú ý: Sorex granarius, Martes martes, Felis silvestris, Chioglossa lusitanica, Vipera latastei. Sciurus vulgaris, một loài mà phân bố bị hạn chế tại Bồ Đào Nha, lại phổ biến tại vườn.